# Jack Howard Jacobs
Jack Howard Jacobs (Brooklyn, 2 agosto 1945) è un militare statunitense, insignito della Medal of Honor a vivente nel corso della guerra del Vietnam.

## Biografia
Nato il 2 agosto 1945 a Brooklyn, New York, all'interno di una famiglia di religione ebraica. La famiglia viveva nel Queens vicino all'aeroporto LaGuardia, per trasferirsi successivamente a Woodbridge Township, nel New Jersey, a metà degli anni cinquanta e nel 1962 si diplomò alla Woodbridge High School.
Frequentò la Rutgers University, conseguendo sia il Bachelor of Arts che il Master of Arts. Membro del programma di addestramento del Reserve Officer Training Corps della scuola, fu chiamato a prestare servizio militare nell'US Army come sottotenente nel 1966.
Prestò servizio come comandante di plotone nella 82nd Airborne Division, ufficiale esecutivo di un battaglione nella 7th Infantry Division, e comandante di battaglione nel 10th Infantry Regiment a Panama. Trascorse due periodi di servizio in Vietnam, entrambe le volte come consigliere delle unità di fanteria del Lục quân Việt Nam Cộng hòa della Repubblica del Vietnam (ARVN).
Nel suo primo dispiegamento in Vietnam, prestò servizio come primo tenente presso il Military Assistance Command, Vietnam, nella provincia di Kien Phong, parte della regione del delta del Mekong. Dal 9 marzo 1968 lavorò come assistente consigliere di battaglione presso il 2º Battaglione dell'ARVN, 16º Reggimento fanteria, Sư đoàn 9. Durante una missione di quel giorno, il 2º Battaglione finì sotto un intenso fuoco proveniente da una forza Viet Cong trincerata. Quando egli richiese il supporto aereo ravvicinato dalla sua posizione presso la compagnia comando, il comandante della compagnia fu ferito e l'unità venne disorganizzata a causa delle pesanti perdite.
Sebbene rimasto ferito lui stesso, alla testa e alle braccia, da frammenti di una bomba di mortaio assunse il comando della compagnia e ordinò la ritirata e la creazione di una linea difensiva in una posizione più sicura. Nonostante i problemi alla vista causati dalle ferite, e la perdita di sangue che lo indeboliva, corse ripetutamente attraverso risaie aperte attraverso un forte fuoco nemico per evacuare i feriti, salvando personalmente un collega consigliere, crivellato di ferite al petto e allo stomaco, il comandante della compagnia ferito e altri dodici soldati alleati. Durante tre di questi viaggi incontrò squadre vietcong, che disperse da solo. Fermatosi per un breve riposo scoprì che non riusciva ad alzarsi di nuovo, e durante il viaggio in elicottero verso l'ospedale da campo perse conoscenza più volte.  Giorni dopo, in un altro ospedale, i medici gli hanno ricomposto il cranio e il viso.  Subì più di una dozzina di interventi chirurgici, non riacquistò i sensi del gusto e dell'olfatto.
Tornato negli Stati Uniti fu assegnato a Fort Benning, dove divenne il comandante di una compagnia di allievi ufficiali.  Successivamente fu promosso capitano e insignito della Medal of Honor che gli fu formalmente consegnata dal presidente Richard Nixon nel corso di una apposita cerimonia tenutasi alla Casa Bianca il 9 ottobre 1969. 
Oltre a questa onorificenza ricevette due Silver Star, tre Bronze Star e due Purple Heart in Vietnam. Dopo aver completato la scuola di specializzazione alla Rutgers University, dove conseguì un master in relazioni internazionali, chiese volontariamente di tornare in Vietnam. L'esercito ha accolto la sua richiesta a condizione che restasse lontano dal pericolo. Quando tornò in Vietnam, nel luglio 1972, però, fu immediatamente assegnato alla divisione aviotrasportata vietnamita nel bel mezzo dei combattimenti a Quang Tri.  Rimase illeso quando l'elicottero che lo trasportava alla sua unità venne abbattuto, ma successivamente fu di nuovo ferito. 
Fu insegnante per tre anni, dal 1973 al 1976, di relazioni internazionali e politica comparata presso la United States Military Academy di West Point, e membro del National War College di Washington, D.C.. Si ritirò dall'esercito nel 1987 con il grado di colonnello.
Dopo il suo ritiro dalla vita militare, iniziò una carriera nell'investment banking. Fu fondatore e direttore operativo di AutoFinance Group, Inc., che si occupava di cartolarizzazione di strumenti di debito. Tale società venne successivamente venduta a KeyBank. Lavorò poi come amministratore delegato di Bankers Trust, supervisionando le opzioni di cambio dell'azienda ed essendo coinvolto nel business degli hedge fund istituzionali fino a lasciare la società nel 1996. Fu dirigente di The Fitzroy Group, un'organizzazione di investimento e sviluppo immobiliare residenziale che operava a Londra, e membro del consiglio di amministrazione di diverse società più piccole.
Vicepresidente della Medal of Honor Foundation, membro del consiglio di amministrazione del The National WWII Museum e detiene la cattedra di politica McDermott presso l'Accademia militare degli Stati Uniti.
Nell'ottobre 2008 Penguin Group pubblicò il suo libro di memorie If Not Now, When?: Duty and Sacrifice In America's Time of Need, scritto in collaborazione con l'autore di best-seller del New York Times Douglas Century, con prefazione del conduttore di NBC Nightly News e caporedattore Brian Williams. Questo libro vinse il Colby Award nel 2010.
Nel maggio 2012, Thomas Dunne Books pubblicò Basic: Surviving Boot Camp and Basic Training, scritto in collaborazione con David Fisher. Il libro è una storia dell'addestramento di base dell'esercito americano raccontata principalmente attraverso le storie orali di coloro che hanno seguito l'addestramento iniziale dell'esercito, della marina, dei marines e dell'aeronautica.
Lavorò come analista militare per la NBC/MSNBC. Nel 2009 apparve su The Colbert Report come parte del segmento Doom Bunker. Attualmente fa parte del consiglio dei consulenti della Code of Support Foundation, un'organizzazione di servizio militare senza scopo di lucro.
Sposato con Sue Jacobs, ha una figlia grande e due figli e vive a Far Hills, nel New Jersey. 
Nel 2016 venne inserito nella Hall of Fame del New Jersey.

## Pubblicazioni
- If Not Now, When?: Duty and Sacrifice In America's Time of Need, con Douglas Century, Berkley Pub Group, 2008.
- Basic: Surviving Boot Camp and Basic Training, con David Fisher, Thomas Dunne Books, 2012.

### Annotazioni
1. ↑  Nelle sue memorie racconta che, dopo aver ricevuto la medaglia d'onore, per tornare in combattimento in Vietnam dovette usare un sotterfugio poiché i comandi militari non erano disposti ad assegnare i destinatari della medaglia d'onore a ruoli operativi.

### Fonti
1. 1 2 3 4 5 6 7 8 9  Medal of Honor.
2. ↑  History Army.
3. 1 2 3 4 5 6 7 8 9 10 11 12 13 14 15 16  Jewish Virtual Library.
4. 1 2 3 4 5  NBC News.